# Lucie Šafářová
Lucie Šafářová, född den 4 februari 1987 i Brno, är en tjeckisk tennisspelare.
Hon tog OS-brons i damdubbel i samband med de olympiska tennisturneringarna 2016 i Rio de Janeiro..